# 王向天
王向天（1930年2月1日—1992年3月20日），原名王炽，男，湖南长沙人，中华人民共和国政治人物，曾任湖南省教育厅厅长，中共湖南省委常委、宣传部部长，湖南省人民政府副省长，湖南省人大常委会副主任。